# Corythalia bicincta
Corythalia bicincta är en spindelart som beskrevs av Alexander Petrunkevitch 1925. Corythalia bicincta ingår i släktet Corythalia och familjen hoppspindlar. Inga underarter finns listade i Catalogue of Life.